# Kamishihoro
Kamishihoro (上士幌町?) è una cittadina giapponese della prefettura di Hokkaidō.